# اوترکور-ا-پورون
اوترکور-ا-پورون (به فرانسوی: Autrecourt-et-Pourron) یک کمون در فرانسه است که در canton of Mouzon واقع شده‌است. اوترکور-ا-پورون ۱۲٫۰۴ کیلومتر مربع مساحت دارد ۱۶۵ متر بالاتر از سطح دریا واقع شده‌است.